# Лорьян (округ)
Лорьян (фр. Lorient) — округ (фр. Arrondissement) во Франции, один из округов в регионе Бретань. Департамент округа — Морбиан. Супрефектура — Лорьян.
Население округа на 2019 год составляло 317 144 человека. Плотность населения составляет 217 чел./км². Площадь округа составляет 1 461,78 км².

## Кантоны округа
Кантоны округа Лорьян (с 1 января 2017 года)
- Гидель
- Киброн
- Ланестер
- Лорьян-1
- Лорьян-2
- Оре
- Плёмёр
- Плювинье
- Энбон

Кантоны округа Лорьян  (с 22 марта 2015 года по 31 декабря 2016 года)
- Ван-2 (частично)
- Гидель
- Киброн
- Ланестер
- Лорьян-1
- Лорьян-2
- Оре
- Плёмёр
- Плювинье
- Энбон

Кантоны округа Лорьян (до 22 марта 2015 года)
- Бель-Иль
- Бельс
- Груа
- Киброн
- Ланестер
- Лорьян-Нор
- Лорьян-Сюд
- Лорьян-Центр
- Оре
- Плёмёр
- Плуэ
- Плювинье
- Пон-Скорф
- Пор-Луи
- Энбон